# Dynatosoma cochleare
Dynatosoma cochleare är en tvåvingeart som beskrevs av Gabriel Strobl 1895. Dynatosoma cochleare ingår i släktet Dynatosoma och familjen svampmyggor. Arten är reproducerande i Sverige. Inga underarter finns listade i Catalogue of Life.